# Onthophagus dandalu
Onthophagus dandalu är en skalbaggsart som beskrevs av Matthews 1972. Onthophagus dandalu ingår i släktet Onthophagus och familjen bladhorningar. Inga underarter finns listade i Catalogue of Life.